# Cochranella geijskesi
Cochranella geijskesi és una espècie de granota que viu a Surinam.